# Adolphe Hunziker
Adolphe Hunziker  né à Vevey le 16 juillet 1912 et mort le 9 avril 2007 est un pasteur suisse qui a exercé son ministère pastoral durant toute sa vie à l’Église évangélique du Réveil de Genève. Il est considéré comme l’un des pionniers du mouvement pentecôtiste en Suisse romande et fondateur des Églises évangéliques de Réveil Suisses (EER).

## Biographie
Après des études en Angleterre et avoir servi au sein de l'église du Havre auprès du pasteur Galice, Adolphe Hunziker a commencé sa carrière de jeune pasteur assistant dans le Nord de la France à Lille, avec Arthur Maret. À partir de 1934, il a vécu à Genève jusqu'à la fin de sa vie où il a exercé son ministère avec le soutien de sa femme, Betty Hunziker, et avec l’aide de plusieurs collègues pasteurs de l’E.E.R. Adolphe et Betty Hunziker ont eu deux enfants.

## Ministère
Dans les années 1930, le Pasteur Hunziker s’est rendu à Genève en tant que cotraducteur de l'évangéliste et revivaliste gallois George Jeffreys, fondateur de l'église Elim. Alors qu'il n'avait aucune organisation pour le soutenir ni couvrir ses frais, à l'âge de 23 ans, il a décidé de s'associer à plusieurs pasteurs afin de créer une communauté d'accueil pour ceux qui souhaitaient vivre librement leur nouvelle expérience de foi en Jésus-Christ dans un cadre approprié. Ainsi est née l'Église de Réveil, d'abord à Genève, tenant ses premières réunions dans le Bâtiment de la Réformation dès le 20 novembre 1935, puis petit à petit dans d’autres villes de la Suisse romande qui seront à l'origine de l'Union des Églises Évangéliques du Réveil de Suisse.  En 1957, avec le pasteur Arthur Maret, il établit l’Église Évangélique de Réveil à Villeurbanne en France, qui sera à l'origine de l'Union des Églises Évangéliques de Réveil de France .
```
Radio Réveil 
```

Avant la deuxième Guerre mondiale, Adolphe Hunziker a partagé une vision commune avec trois autres pasteurs (Ernest Lorenz, Hermann Parli et René V. Robert ) pour trouver un moyen de répandre l'Évangile au plus grand nombre possible. Le 7 avril 1949, l’association "Radio Réveil" a été créée, commençant par diffuser des émissions sur les ondes de plusieurs émetteurs commerciaux (RTL, RMC etc). Des émissions de 15 minutes qui coûtant Fr 350.-, un montant élevé à l’époque. Plus de 60 ans après, Radio Réveil poursuit le même objectif en utilisant les moyens de communications actuelles en produisant des émissions de divers formats pour la radio, internet, réseaux sociaux, etc toujours dans le but[réf. nécessaire] de répandre le message de l’évangile partout dans le monde.

## Ouvrages
Adolphe Hunziker a été l'auteur de nombreux ouvrages chrétiens traitant différents thématiques dont:
- Vivre et le voir!: douze méditations radiodiffusées, ed. Action chrétienne par la Radio et la Presse, 1970
- L'assurance chrétienne, ed.  Radio Réveil, 1964
- Jésus, comment s'en faire un ami ?, ed.	Action chrétienne par la Radio et la Presse, 1970
- Israël menacé, mais Dieu…, ed. radio réveil, Genève 1970[5].
- Israël, nous n'avons pas bonne conscience, ed. Radio Réveil-Paroles de vie, 1997
- La prière modèle, ed. Radio réveil et Paroles de vie, 1995
- Le Psaume 23, ed. Radio réveil et Paroles de vie, 1963
- Notre santé, ed. Radio réveil et Paroles de vie, 1974
- Dieu s'intéresse à notre santé, ed.Radio Réveil, 1975
- A l'école de la souffrance  ed.Radio Réveil
- Jérusalem signe évident d'un "Dieu caché" ed.Radio Réveil
- Les mais qui comptent ed.Radio Réveil

## Sources
- Christianisme d'aujourd'hui, 23 avril 2007, Monsieur Églises de Réveil, un souvenir : Adolphe Hunziker était le dernier pionnier vivant du pentecôtisme francophone
- Croire et vivre, no 51 novembre 2006, Pierre-Yves Swahlen, Radio Réveil… L’Évangile jusqu’au bout des ondes!